# Тревгода, Михаил Александрович
Михаил Александрович Тревго́да (22 августа 1915, Евпатория, Таврическая губерния — 2000) — советский инженер-электрик.

## Биография
Родился 22 августа 1915 года в Евпатории в крымчакской семье. Окончив семилетку, в 1930 приехал из Евпатории в Ленинград, поступил на рабфак, начал работать электриком на ЛФЗ имени М. В. Ломоносова. 
После окончания рабфака без отрыва от производства окончил электротехнический факультет Ленинградского индустриального института (так с 1934 по 1940 годы назывался Ленинградский политехнический институт), после чего был направлен инженером-электротехником на завод имени К. Е. Ворошилова.
С началом Великой Отечественной войны занимал крупную должность в военной промышленности. Вместе с матерью Ольгой Иосифовной (1883 г. р.) и сестрой Беллой Александровной (1919 г. р.) находился в эвакуации в Чкалове.
С января 1945 по февраль 1947 года — заместитель директора научно-исследовательского института.
В 1947 как инженер-электрик был переведён на ЛФЗ имени М. В. Ломоносова, где принял участие в работе над кварцем. С его участием была решена сложнейшая техническая проблема: создан новый оригинальный метод промышленного производства кварцевого стекла. В то же время был назначен на должность начальника газовой станции цеха.
В 1960 в течение полугода находился в командировке в Чехословакии для организации производства кварцевого стекла, его работа получила высокую оценку в дружественной стране.
Умер в 2000 году.

## Награды и премии
- Сталинская премия третьей степени (1948) — за разработку нового метода и усовершенствование аппаратуры промышленного производства кварцевого песка.
- медаль «За оборону Ленинграда» (1943) — за успешное и своевременное выполнение поставок на фронт.

Михаил Александрович Тревгода занесён в Книгу почёта работников ЛФЗ имени М. В. Ломоносова.